# Паутина Шарлотты (книга)
«Паути́на Шарло́тты» (англ. Charlotte’s Web) — детская книга американского писателя Элвина Брукса Уайта, впервые опубликованная в 1952 году.
Произведение было дважды экранизировано на большом экране, мультипликационная версия получила продолжение — «Паутина Шарлотты 2: Великое приключение Уилбура», сюжет которого имеет мало общего с оригинальной повестью. Сюжет книги Уайта также лёг в основу одноимённого мюзикла Ричарда и Роберта Шермана.
«Паутина Шарлотты» считается классикой детской литературы, приятной (и любимой) как взрослыми, так и детьми. Описание опыта качания на веревочных качелях на ферме является часто цитируемым примером ритма в письменной форме, так как темп предложений отражает движение качелей. В 2000 году Publishers Weekly назвало книгу самой продаваемой детской книгой в мягкой обложке всех времён.
Книга «Паутина Шарлотты» была адаптирована в анимационный фильм постановки Hanna-Barbera Productions и Sagittarius Productions в 1973 году. В 2003 году студия Paramount выпустила в США сиквел «Паутина Шарлотты 2: Великое приключение Уилбура» (студия Universal выпустила фильм в международный прокат). В 2006 году была выпущена киноверсия оригинальной истории Э. Б. Уайта. Видеоигра, основанная на этой адаптации, также была выпущена в 2006 году.

## Сюжет
Герой книги — поросёнок по имени Уилбур, которого спасла от гибели девочка по имени Ферн. Поросёнок попадает на Скотный двор, где другие животные дают ему понять, что проживёт он недолго. Однако паучиха Шарлотта вплетает в свою паутину слова, которые должны убедить фермера в том, что поросёнок заслуживает жизнь.
«Паутина Шарлотты» была хорошо принята критиками. В частности, Юдора Уэлти, рецензируя книгу в The New York Times, отмечала: «Эта вещь почти идеально сработана, и сделано это едва ли не волшебным способом».

## Экранизации
По мотивам произведения были сняты три фильма:
- Паутина Шарлотты (мультфильм)
- Паутина Шарлотты 2: Великое приключение Уилбура
- Паутина Шарлотты (фильм)

## Интересные факты
- Полное имя паучихи Шарлотты, Шарлотта А. Каватика, дано по научному латинскому названию распространённого в США паука Araneus cavaticus, называемого также «овинный паук»[4].

## Переводы
на русский язык
- Элвин Брукс Уайт. «Паутина Шарлотты», «Стюарт Литтл» / Пер. И. О. Родина. — М.: Астрель, 2007. — 272 с. — ISBN 978-5-17-042747-5.
- Элвин Брукс Уайт. Паутина Шарлотты / Пер. И. О. Родина. — М.: АСТ, 2010. — 288 с. — ISBN 978-5-17-067618-7.